# Atari SA
Atari SA (anteriormente conocida como Infogrames Entertainment SA o IESA) es una organización internacional francesa de tipo holding con sede en París, Francia. Sus filiales incluyen a Atari Interactive y Atari Inc.. Debido a las continuas presiones sobre la empresa y la dificultad para encontrar inversores, en enero de 2013 solicitó la protección por bancarrota conforme a la legislación francesa; sus filiales en Estados Unidos también buscaron la protección del Capítulo 11 por bancarrota. Desde entonces, las tres filiales han salido de la bancarrota para dar paso a una campaña de reestructuración.

## Historia

### Fundación de Infogrames
Los fundadores querían bautizar a la empresa Zboub Système (que puede traducirse aproximadamente a Dick System en inglés), pero fueron disuadidos por sus asesores legales. Según Bonnell en una entrevista televisiva, utilizaron un programa informático que combina palabras para sugerir otros nombres, uno de los cuales era "Infogramme": un acrónimo de las palabras francesas informatique (tecnología de la información) y programme (un programa de PC). La elección final, "Infogrames", fue una versión ligeramente modificada de esa sugerencia.
El logotipo y la mascota de la compañía fue un armadillo (tatou en francés) y fue elegido cuando la empresa se trasladó a Villeurbanne. Bonnell comentó: «Este dinosaurio  [sic] es nuestro símbolo. El armadillo siempre ha sobrevivido a los cambios en su entorno, desde el derretimiento de los glaciares hasta la peor de las olas de calor».
A finales de la década de 1980, Infogrames se destacó por sus videojuegos de computadora que a menudo presentaban ideas de juegos originales y, ocasionalmente, contenido humorístico. Y por ese entonces adquiririeron varias licencias de cómics franco-belgas populares como Spirou, Lucky Luke o Tintín
En 1992, lanzaron Alone in the Dark, un videojuego en 3D de aventura y horror para ganar la atención internacional.

### 1996-2002 - crecimiento a través de la adquisición
En 1996, Infogrames se embarcó en una campaña de adquisición que duraría siete años y costaría más de 500 millones de dólares; el objetivo era convertirse en el principal editor de entretenimiento interactivo del mundo. Mientras que la deuda de la empresa aumentó de 55 millones de dólares en 1999 a 493 millones de dólares en 2002, los ingresos de la compañía también aumentaron de 246 millones de dólares a 650 millones de dólares durante el mismo período.
En abril de 1996, Infogrames anunció que compraría y se fusionaría con la empresa británica Ocean International Ltd., los propietarios de Ocean Software y su filial Ocean America, por 100 millones de dólares. Después de la fusión, Ocean International Ltd. cambió su nombre a Infogrames United Kingdom Ltd., por lo que Infogrames retuvo la marca Ocean Software hasta 1998. Con esta fusión, Infogrames Entertainment S.A. se clasificó a sí misma como "Super Publisher", refiriéndose a que era el editor más grande de Europa. En 1997, Infogrames adquirió Philips Multimedia BV y transfirió las actividades de publicación y distribución de software multimedia de la compañía a ellos.
En 1998, IESA adquirió una participación mayoritaria de 62.5% en el distribuidor de videojuegos OziSoft, y en 2002, IESA compró las acciones restantes de OziSoft a Sega y otros accionistas, para luego renombrar la empresa a Infogrames Australia e Infogrames New Zealand por 3.7 millones de dólares. También en 1998 se adquirieron los distribuidores ABS Multimedia, Arcadia y Swiss Gamecity GmbH.
En 1999, IESA compró Gremlin Interactive, junto con DMA Design por 40 millones de dólares, y cambió el nombre de la empresa a Infogrames Sheffield House. Sin embargo, Infogrames vendió DMA Design a Take-Two Interactive en el mismo año. En el mismo año, IESA también compró Accolade por 60 millones de dólares, que fue renombrado como Infogrames North America, Inc. y Beam Software, que fue rebautizado como Infogrames Melbourne House Pty Ltd.
Luego, en diciembre de 1999, IESA realizó una de las adquisiciones más caras en la historia de la compañía. Infogrames compró el 70% de GT Interactive por 135 millones de dólares y asumió la deuda bancaria de la nueva filial por 75 millones de dólares. Para junio de 2000, Infogrames había invertido otros 30 millones de dólares en GT Interactive. IESA justificó la compra afirmando que GT Interactive proporcionó a Infogrames una «red de distribución para todos sus productos en Estados Unidos, así como un catálogo de productos que incluyen títulos como Driver, Duke Nukem, Oddworld, Unreal Tournament y Deer Hunter». En la compra de GT Interactive se incluyeron los estudios de desarrollo de videojuegos SingleTrac, Humongous Entertainment, Legend Entertainment y Reflections Interactive. El 10 de mayo de 2000, IESA anunció el cambio de nombre de GT Interactive a Infogrames, Inc.
En 2000, la empresa Paradigm Entertainment fue adquirida por 19.5 millones de dólares y la empresa Den-o-Tech Int. (DTI) también se adquirió por 5.6 millones de dólares, siendo más tarde renombrada a Infogrames DTI. En el mismo año, Infogrames, Inc. adquirió Infogrames North America, Inc. y ambas compañías se fusionaron en la primera.
En enero de 2001, IESA compró Hasbro Interactive y la consola de videojuegos portátil Game.com a Hasbro por 100 millones de dólares; con 95 millones de dólares en 4.5 millones de acciones comunes de Infogrames y 5 millones de dólares en efectivo. Con la adquisición de Hasbro Interactive, que más tarde fue renombrado como Infogrames Interactive, Inc, IESA se convirtió en el propietario de:
- La marca MicroProse y sus títulos, incluidos Civilization, Falcon y RollerCoaster Tycoon;
- El nombre Atari y sus propiedades intelectuales, como Centipede, Missile Command y Pong.

También bajo los términos del acuerdo de venta, Infogrames obtuvo los derechos exclusivos para desarrollar y publicar videojuegos basados en propiedades intelectuales de Hasbro, que incluyeron a Dungeons & Dragons, Mr. Potato Head, My Little Pony, entre otros, por un período de 15 años más una opción por 5 años adicionales en función del rendimiento.

### Manejo de la marca "Atari"
En octubre de 2001, Infogrames anunció que estaba "reinventando" la marca Atari (que adquirieron de Hasbro Interactive y que utilizaron como marca para los remakes de videojuegos de arcade) con el lanzamiento de tres nuevos videojuegos con la etiqueta destacada de Atari en sus cajas: Splashdown, MX Rider y TransWorld Surf. La marca fue un éxito para Infogrames, y continuaron utilizando Atari como marca para videojuegos de consola dirigidos a personas de entre 18 y 34 años. Los videojuegos de PC, videojuegos educativos y videojuegos casuales conservaron la etiqueta de Infogrames.
El estudio de MicroProse del Reino Unido en Chipping Sodbury se cerró el 20 de septiembre de 2002, después del lanzamiento del último videojuego bajo el nombre de MicroProse, Grand Prix 4.
En el mismo año, IESA adquirió el restante 80% del estudio de desarrollo de videojuegos Eden Games por 4,1 millones de dólares. En mayo, Shiny Entertainment fue comprado a Interplay Entertainment por 47 millones de dólares. Con la adquisición total de Eden Games, IESA publicaría todos los títulos de esta compañía, como V-Rally 3 y Test Drive Unlimited, y con la adquisición de Shiny Entertainment, IESA obtuvo los derechos para desarrollar y publicar Enter the Matrix, que fue el primer videojuego basado en las películas de The Matrix y que vendió más de 5 millones de copias.
En el año fiscal de 2002, IESA tuvo una pérdida neta de 67 millones de dólares en ingresos de 650 millones de dólares, y en 2003 las pérdidas netas aumentaron a 89 millones de dólares. En 2006, IESA reportó una pérdida neta de 201 millones de dólares en ingresos de 525 millones de dólares y deudas de alrededor de 290 millones de dólares. De 1999 a 2006, IESA acumuló pérdidas por un total de 500 millones de euros.

### Atari Inc. y Atari Interactive
En 2003, Infogrames cerró el estudio de desarrollo Sheffield House.
El 7 de mayo de 2003, IESA reorganizó varias de sus filiales y estudios de desarrollo; reorganizó su filial estadounidense Infogrames Inc. como una compañía separada en Nasdaq conocida como Atari Inc.; renombró sus operaciones europeas como Atari Europa; renombró Infogrames Interactive Inc. a Atari Interactive Inc.; renombró Infogrames Australia Pty Ltd como Atari Australia Pty Ltd; renombró Infogrames Melbourne House Pty Ltd a Atari Melbourne House Pty Ltd; e Infogrames UK se convirtió en Atari UK. Además de estos cambios, IESA se convirtió en una organización tipo holding.
Atari Inc. es una empresa del tipo Public company que a partir de 2007 tenía, como accionista mayoritario, a la compañía California U.S. Holdings, Inc., una filial de propiedad absoluta de IESA. Atari Inc. obtuvo la licencia de la marca comercial Atari de Atari Interactive, una licencia que debía expirar en 2013. Atari, Inc. tiene los derechos para publicar y sublicenciar ciertas propiedades intelectuales en América del Norte, ya sean propiedad de o licenciadas por IESA o sus filiales, incluyendo Atari Interactive.

### Ventas
En 2003, Infogrames cerró el estudio Atari Hunt Valley (el último estudio de MicroProse) y en enero de 2004, cerró Legend Entertainment. En 2004, Infogrames vendió la franquicia de Civilization a Take-Two Interactive por 22.3 millones de dólares. También ese año Infogrames perdió los derechos de la franquicia Unreal cuando Epic Games, el desarrollador del videojuego, firmó un acuerdo con Midway Games. En junio de 2005, Infogrames vendió nuevamente a Hasbro los derechos digitales de la mayoría de las propiedades de Hasbro, incluyendo a Transformers (excepto en Japón), My Little Pony y Conecta 4, exceptuando a Dungeons & Dragons, por 65 millones de dólares.
En mayo de 2006, IESA vendió el sitio de Games.com a AOL. También vendió la franquicia Stuntman a THQ y los derechos de publicación de TimeShift a Vivendi Games. Las ventas generaron 13 millones de dólares en ingresos. THQ también adquirió de IESA el estudio Paradigm Entertainment. En julio de 2006, IESA vendió el estudio Reflections Interactive y la franquicia Driver por 21.6 millones de dólares a Ubisoft. En octubre de 2006, Foundation 9 Entertainment adquirió Shiny Entertainment por 1,6 millones de dólares. En noviembre del mismo año, Atari Melbourne House fue vendida a Krome Studios y renombrada como Krome Studios Melbourne. Después de esto, los únicos desarrolladores que aún eran propiedad de Atari fueron Eden Games y Humongous Inc. El fin de estas acciones fue recaudar dinero en efectivo y evitar la amenaza de quiebra.
En abril de 2007, el presidente fundador de Infogrames, Bruno Bonnell, abandonó la empresa después de 24 años; el día del anuncio de su partida, las acciones de IESA subieron un 24%. En el mismo año, Infogrames despidió a la mayoría de los directores de Atari y despidió al 20% de su fuerza de trabajo. Para el año fiscal 2006-2007, Atari registró una pérdida neta de 70 millones de dólares.

### Adquisición completa de Atari Inc.
El 6 de marzo de 2008, Infogrames hizo una oferta a Atari Inc. para comprar todas las acciones públicas restantes por un valor de 1.68 dólares por acción o un total de 11 millones de dólares. La oferta convertiría a Infogrames en único propietario de Atari Inc., convirtiéndola en una empresa privada. El 30 de abril de 2008, Atari Inc. anunció sus intenciones de aceptar la oferta de compra y fusión con Infogrames.
El 9 de octubre de 2008, Infogrames completó su adquisición de Atari Inc. Con esa adquisición, la marca Atari se volvió a unir bajo Infogrames. En ese entonces, Infogrames declaró que planeaba reducir los costos administrativos y centrarse en los videojuegos en línea.

### Compra de Atari Europe y Distribution Partners por Bandai Namco
En diciembre de 2008, Infogrames compró Cryptic Studios por 26.7 millones de dólares en efectivo más bonos de rendimiento. Cryptic Studios es un desarrollador de videojuegos multijugador masivo en línea y su adquisición estaba en línea con la nueva estrategia comercial de la empresa, que se centra en los videojuegos en línea.
Namco Bandai e Infogrames formaron una empresa conjunta llamada Distribution Partners en septiembre de 2008. Infogrames definió a Distribution Partners como «un reagrupamiento de las operaciones de distribución de "Infogrames" en Europa, Asia, África y América del Sur». Esta nueva entidad consistía principalmente en la red de distribución de Infograme en la región PAL. El 34% de  Distribution Partners era propiedad de Namco Bandai y el 66% era propiedad de Atari.
En mayo de 2009, Namco Bandai adquirió Atari Europe de manos de Infogrames. Su personal de ventas y marketing fue transferido a Distribution Partners. En marzo de 2009, Infogrames anunció que saldría del negocio de distribución en la región PAL con su decisión de vender su participación del 66% en Distribution Partners. Según un comunicado de prensa de Infogrames, esta venta permitió a Atari «enfocar sus recursos financieros y energía creativa exclusivamente en el desarrollo y publicación de videojuegos habilitados en línea».
En julio, se completó el acuerdo valorado en 37 millones de euros; Distribution Partners fue renombrado a Namco Bandai Partners. En ese momento, la compañía tenía operaciones en 50 países y 17 oficinas dedicadas.
A pesar de la reestructuración, Infogrames siguió luchando para ser rentable. Para el año fiscal 2008, la compañía registró 51.1 millones de euros (72.17 millones de dólares) en pérdidas netas y para el año fiscal 2009, que terminó en marzo, Infogrames registró pérdidas de 226.1 millones de euros (319.33 millones de dólares).

### La transición de Infogrames Entertainment
Durante su reunión del año fiscal (mayo de 2009), IESA anunció que iba a cambiar su nombre corporativo a un nombre de la marca Atari, en línea con el uso del nombre de sus filiales. En referencia a esto el CEO de Atari Inc, Jim Wilson dijo: «Nos Hemos librado de la dualidad de Infogrames y Atari, la confusión en torno a eso. Somos una compañía simplificada, bajo un mismo equipo de gestión, bajo una sola marca».
El 29 de mayo en el informe de ganancias, Infogrames declaró: »La Junta acordó cambiar el nombre de Infogrames Entertainment a Atari. Esta decisión nos permitirá hacer el mejor uso de la marca Atari, capitalizando el reconocimiento y la afinidad de los nombres en todo el mundo, que son claves para implementar las estrategias de la compañía en el servicio en línea, productos y licencias».
El 24 de julio de 2009, un comunicado de prensa de ganancias también proporcionó aclaraciones con respecto al cambio de nombre subsiguiente que se anunció inicialmente unos dos meses antes, cambiando su nombre de Infogrames Entertainment SA a Atari SA. Además, en este comunicado la empresa declaró sus intenciones de utilizar en lo sucesivo el apodo mucho más reconocible del "Atari Group" con todas las marcas relacionadas con Atari y filiales similares ya bajo su control.

### Reestructuración de BlueBay
El 21 de octubre de 2010, Atari anunció que 2 de sus accionistas, BlueBay Value Recovery (Master) Fund Limited y BlueBay Multi-Strategy (Master) Fund Limited, están explorando la disposición de las acciones y los instrumentos vinculados a la renta variable que poseen. Sin embargo, los accionistas de BlueBay interrumpieron más tarde el proceso de venta de su participación en Atari. BlueBay más tarde convirtió la conversión de una porción de las ORANEs en poder de ellos.
En 2012, Atari SA, BlueBay Value Recovery (Master) Fund Limited y BlueBay Multi-Strategy (Master) Fund Limited llegaron a un acuerdo tras sus negociaciones sobre la reestructuración de la deuda y la estructura de capital del grupo Atari. Como parte del acuerdo, el Acuerdo de Facilidad de Crédito de 20,9 millones de euros se extinguió a través de la condonación de préstamos de 10,9 millones de euros de BlueBay Value Recovery (Master) Fund Limited y el pago de Atari de 10 millones de euros; la cancelación del efecto dilutivo de las ORANE que posee BlueBay; aumentos de capital de 20 millones de euros para ser sometidos al voto de los accionistas de Atari (de los cuales 10 millones de euros con derecho de suscripción preferente).

### Bancarrota
El 21 de enero de 2013, Atari Inc., Atari Interactive Inc., Humongous Inc. y California US Holdings Inc. (colectivamente, las "Compañías") presentaron peticiones de reparación bajo el capítulo 11 de la Ley de Quiebras de los Estados Unidos en el Tribunal de Quiebras de Estados Unidos para el Distrito Sur de Nueva York.
En julio de 2013, Atari comenzó a vender en una subasta sus activos de videojuegos, desarrolladores, el famoso logotipo trípode y el nombre de Atari. Los derechos de los videojuegos Battlezone y MoonBase Commander fueron adquiridos por Rebellion Developments. La franquicia de Backyard Sports fue vendida a Epic Gear LLC y luego a Day 6 Sports Group LLC. Tommo compró Humongous Inc. y los derechos de más de 100 videojuegos diferentes (incluidos videojuegos de las compañías Accolade y MicroProse). Total Annihilation fue vendida a Wargaming y, por último, Star Control fue comprado por Stardock. Atari también tenía planes de vender las franquicias Test Drive y RollerCoaster Tycoon. Eden Games también cerró durante la quiebra, pero reabrió un año más tarde como desarrollador independiente por su fundador, David Nadal.
En 2014, las 3 compañías Atari salieron de la bancarrota e ingresaron a la industria de los casinos sociales con Atari Casino. Frédéric Chesnais, que ahora dirige las tres compañías, declaró que todas sus operaciones consisten en un personal de 10 personas.
En diciembre de 2016, 3 años después de las ventas por la bancarrota, Atari vendió la franquicia Test Drive a Bigben Interactive. La serie V-Rally también fue vendida a Bigben Interactive en todo este tiempo sin un anuncio formal.
En 2017, Piko Interactive adquirió los derechos de varios videojuegos clásicos de Atari SA, los que incluyen a 40 Winks, Bubble Ghost, KULT: The Temple of Flying Saucers, Death Gate, Drakkhen, Eternam, Glover, Hostage: Rescue Mission, Marco Polo y Time Gate: Knight's Chase.

### Cambio de estrategia
En 2015, Atari anunció un cambio de estrategia que se centraría en volver a publicar el catálogo de videojuegos de Atari. La estrategia se centra en «videojuegos descargables, videojuegos MMO, videojuegos móviles y actividades de licenciamiento, con prioridad en torno a las franquicias tradicionales».
Los proyectos actualmente en producción o incluidos en la estrategia de cambio incluyen:
- Alone in the Dark: Illumination para PC (videojuego de aventura y acción para uno o varios jugadores), en el que los jugadores se enfrentarán contra las hordas de Eldricht utilizando poderes de iluminación sobrenatural para defenderse, sobrevivir y completar la aventura. Tras el lanzamiento, el videojuego tuvo una recepción negativa.
- RollerCoaster Tycoon World para PC (videojuego para un jugador o multijugador en línea), que permite a los jugadores crear parques temáticos originales con increíbles atracciones. Este es la secuela de RollerCoaster Tycoon 3 para PC.
- Pridefest, un videojuego de simulación social móvil con temática LGBT, que permite a los jugadores administrar sus ciudades y diseñar sus propios desfiles, mientras crea una red de amigos.
- Lunar Lander para dispositivos móviles, un videojuego de simulación de aterrizaje lunar que ayudó a construir el éxito de ATARI en el pasado en el sector de los videojuegos.[76]

El 8 de junio de 2017 se publicó un video breve, promocionando un nuevo producto; y la semana siguiente el CEO de Atari SA Fred Chesnais confirmó que la compañía estaba desarrollando una nueva consola de videojuegos; el hardware se basaba en la tecnología de PC, y se todavía estaba en desarrollo. A mediados de julio de 2017, un comunicado de prensa de Atari confirmó la existencia de un nuevo hardware, denominado Ataribox. El diseño de la caja estaba inspirado en los primeros diseños de Atari (por ejemplo, el Atari 2600) con una superficie superior acanalada y un aumento en la parte posterior de la consola; se anunciaron dos versiones, una con frente de chapa de madera tradicional y otra con frente de vidrio. Las opciones de conectividad incluían HDMI, USB (x4) y tarjeta SD: se mencionaba que la consola admitía videojuegos clásicos y actuales. Según un comunicado oficial de la compañía del 22 de junio de 2017, el producto se lanzó inicialmente a través de una campaña de micromecenazgo con el fin de minimizar el riesgo financiero para la empresa matriz.

## Filiales
- Atari Group, nombre adquirido de Hasbro Interactive en enero de 2001.
  - Atari Benelux
  - Atari Brazil Ltd.
  - Atari Deutschland
  - Atari Europe, fundado como Infogrames Multimedia SA a principios de los 90, rebautizado como Infogrames Europe en 2000 y Atari Europe en 2003.
  - Atari France
  - Atari Hellas EURL
  - Atari Ibérica Distribución
  - Atari Inc en Nueva York, Estados Unidos, fundada como GT Interactive en 1993, adquirida en diciembre de 1999, rebautizada como Infogrames Inc. en 2000 y Atari Inc. en 2003.
  - Atari Interactive en Nueva York, Estados Unidos, fundada como Hasbro Interactive en 1995, adquirida en enero de 2001 y rebautizada como Infogrames Interactive. Se renombró de nuevo a Atari Interactive en 2003, fusionando el anterior Atari Interactive con el nuevo.
  - Atari ITALIA
  - Atari Japan KK
  - Atari Korea Ltd.
  - Atari Nordic

## Antiguas filiales
| Nombre                                     | Año de compra           | Año de cierre/venta | Ubicación                             | Descripción |
| ------------------------------------------ | ----------------------- | ------------------- | ------------------------------------- | --- |
| Atari United Kingdom Limited               | 1996                    | 2009                | Mánchester, Reino Unido               | Editor británico de videojuegos. Originalmente fundado como Ocean Software en el año 1984, y se fusionó con Infogrames en el año 1996. La marca Ocean Software fue descartada en 1998 (los últimos videojuegos de la marca Ocean fueron publicados por Infogrames Multimedia SA) y fue renombrada como Infogrames United Kingdom Ltd. Se renombró nuevamente en el año 2003 como Atari United Kingdom Limited y se vendió a Namco Bandai Games en 2009, donde actualmente se comercializa como Bandai Namco Entertainment UK Limited. |
| Philips Multimedia BV                      | 1997                    | 1997                | Eindhoven, Países Bajos               | Filial de videojuegos de Philips. Comprada por Infogrames en 1997 y luego absorbida. |
| Atari Australia Pty Ltd.                   | 1998 (62%) 2002 (rest.) | 2009                | Sídney, Australia                     | Editor de videojuegos en Australia. Fundada como OziSoft en 1982 y fue originalmente el distribuidor australiano y neozelandés de la empresa Sega. Más tarde se renombró como Sega OziSoft en el año 1992 después de que Sega compró la compañía. Infogrames adquirió el 62% de OziSoft en 1998 y, por lo tanto, el "Sega" se eliminó del nombre de la empresa. El 28% restante se compró en 2002 y OziSoft se renombró como Infogrames Australia Pty. Fue renombrada nuevamente a Atari Australia Pty Ltd. en 2003 y se vendió a Namco Bandai Games en 2009. La compañía actualmente se comercializa como Bandai Namco Entertainment Australia Pty Ltd.                              |
| Atari New Zealand Limited                  | 1998 (62%) 2002 (rest.) | 2009                | Nueva Zelanda                         | Desarrollador y editor de videojuegos en Nueva Zelanda. Fundado junto con el OziSoft australiano en 1982 y funcionó de la misma manera. Más tarde se llamó Infogrames New Zealand Limited y Atari New Zealand Limited. Actualmente se comercializa como Bandai Namco Entertainment NZ Limited. |
| Infogrames Studios Limited                 | 1999                    | 2003                | Sheffield, Reino Unido                | Desarrollador y editor de videojuegos. Originalmente fundada como Gremlin Interactive en 1984 y funcionó tanto como editor y desarrollador. Fue adquirido por Infogrames en 1999 y rebautizado como Infogrames Sheffield House (su nombre comercial fue Infogrames Studios Limited) y degradado solo a desarrollador. Fue cerrada en 2003 y la mayoría de sus franquicias se vendieron a Zoo Digital Publishing. Algunas franquicias fueron adquiridas por el fundador de Gremlin, Ian Stewart. |
| DMA Design                                 | 1999                    | 1999                | Dundee, Escocia                       | Desarrollador de videojuegos. Fue adquirida por Gremlin Interactive en 1997 y junto con Gremlin fue vendida a Infogrames en 1999. Infogrames vendió DMA a Take-Two Interactive en 1999 y cambió DMA a Rockstar Games, donde ahora se comercializan como Rockstar North Ltd. |
| Infogrames North America Inc.              | 1999                    | 2000                | San José, Estados Unidos              | Distribuidor y editor de videojuegos. Originalmente fundado como Accolade Inc. en 1984 y adquirido en 1999, donde fue renombrado como Infogrames North America Inc. Fue adquirido por su compañía filial Infogrames Inc. en 2000 y absorbido por este último. Todos los activos de Accolade (excepto la franquicia Test Drive) ahora son propiedad de Tommo. |
| Atari Melbourne House Pty Ltd.             | 1999                    | 2006                | Melbourne, Australia                  | Desarrollador de videojuegos. Fundado como Beam Software en 1977, y fue originalmente el desarrollador de la división editorial Melbourne House. Continuó comerciando independientemente después de que Melbourne House se vendiera a Mastertronic en 1988. El nombre de Melbourne House revivió en 1997 como sello editorial para Beam, y ambos fueron vendidos a Infogrames en 1999, cambiando su nombre a Infogrames Melbourne House Pty Ltd.. Fue renombrado como Atari Melbourne House Pty Ltd. en 2003 y se vendió a Krome Studios en el 2006, donde fue renombrado nuevamente como Krome Studios Melbourne. El estudio fue cerrado por completo en 2010 por su empresa matriz. |
| Humongous Entertainment, Inc.              | 1999                    | 2005                | City of Industry, Estados Unidos      | Desarrollador de videojuegos centrado en contenido educativo. Fundado en 1992, fue comprado por GT Interactive Software en 1996 pero continuó publicando sus propios videojuegos. Adquirido por Infogrames en 2000 como parte la compra de GT Interactive Software. La división de desarrollo de videojuegos fue cerrada en 2005, pero el nombre se usó bajo la división Humongous Inc. que se vendió a Tommo en 2013 durante la venta por bancarrota de Atari. La venta incluyó la mayoría de los títulos de Humongous Entertainment, aunque Backyard Sports y Moonbase Commander fueron vendidos a The Evergreen Group y Rebellion Developments, respectivamente.                   |
| Reflections Interactive Limited            | 1999                    | 2006                | Newcastle upon Tyne, Reino Unido      | Desarrollador de videojuegos. Fundada en 1984, comprada por GT Interactive Software en 1998, fue adquirido por Infogrames en 2000 como parte de la compra de GT Interactive Software. Fue vendida a Ubisoft en 2006 junto a la serie Driver. Ahora es conocido como Ubisoft Reflections Limited. |
| Legend Entertainment                       | 1999                    | 2004                | Virginia, Estados Unidos              | Desarrollador de videojuegos. Fundada en 1994, comprada por GT Interactive Software en 1998, fue adquirido por Infogrames en 2000 como parte de la compra de GT Interactive Software. Fue cerrada por Atari en 2004. |
| SingleTrac Entertainment Technologies Inc. | 1999                    | 2000                | Salt Lake City, Estados Unidos        | Desarrollador de videojuegos. Fundada en 1994, comprada por GT Interactive Software en 1997, fue adquirido por Infogrames en 2000 como parte de la compra de GT Interactive Software. Fue cerrada por Infogrames en 2000. |
| Paradigm Entertainment                     | 2000                    | 2006                | Carrollton, Estados Unidos            | Desarrollador de videojuegos. Originalmente fundado en 1997 como Paradigm Systems, más tarde fue renombrado como Paradigm Entertainment. Fue adquirido por Infogrames en 2000 y fue vendida a THQ en 2006, que también compró la serie Stuntman. Fue cerrada por THQ en 2008. |
| Atari Interactive, Inc.                    | 2001                    | 2003                |                                       | Originalmente fundada como HIAC XI Corp. en el año 1998, por lo que Hasbro Interactive podía comprar la marca Atari y sus propiedades. Más tarde fue renombrada como Atari Interactive Inc. en mayo de 1998 y se comercializó como una marca, así también como una división propiedad de Hasbro Interactive para las propiedades de Atari. Fue adquirida junto a Hasbro Interactive en 2001, manteniendo la propiedad del nombre Atari. Se fusionó con Infogrames Interactive para formar el actual Atari Interactive en 2003. |
| Europress                                  | 2001                    | 2002                | Adlington, Cheshire, Reino Unido      | Desarrollador de software. Adquirido por Hasbro Interactive en 1999 y vendido a Infogrames en 2001 como parte de la compra de Hasbro Interactive. Debido a la falta de interés en los títulos educativos, Infogrames devolvió los derechos a los fundadores originales en 2002. |
| MicroProse Ltd.                            | 2001                    | 2002                | Chipping Sodbury, Reino Unido         | Desarrollador de videojuegos y la sede central de MicroProse en el Reino Unido, fue vendida junto con los otros MicroProse Studios a Hasbro Interactive en 1998. Fue adquirida por Infogrames en 2001 como parte de la compra de Hasbro Interactive. Fue cerrado en septiembre del año 2002. |
| Atari Hunt Valley                          | 2001                    | 2003                | Hunt Valley, Maryland, Estados Unidos | Desarrollador de videojuegos y el estudio original de MicroProse. Fundado en 1982, fue vendida junto con los otros MicroProse Studios a Hasbro Interactive en 1998. Fue adquirida por Infogrames en 2001 como parte de la compra de Hasbro Interactive. Fue renombrado como Atari Hunt Valley en 2003 y cerrado en noviembre de ese mismo año. |
| Shiny Entertainment, Inc.                  | 2002                    | 2006                | Laguna Beach, Estados Unidos          | Desarrollador de videojuegos. Fundado en 1993, adquirido por Interplay Productions en 1995, quien lo vendió a Infogrames en mayo de 2002. Adquirido por Foundation 9 Entertainment en octubre de 2006, quien luego lo fusionó con otro desarrollador, The Collective Inc. en 2007 para formar Double Helix Games LLC. |
| Eden Games S.A.S.                          | 2002                    | 2013                | Lyon, Francia                         | Desarrollador de videojuegos. Fundado como Eden Studios en enero de 1998 con Infogrames teniendo una gran participación en el estudio. La mitad restante fue adquirida por Infogrames en 2002 y fue renombrado como Eden Games SAS en 2003. Fue cerrado por Atari en marzo de 2013 debido a la bancarrota, y luego fue reabierta de forma independiente de Atari en 2014. |
| Cryptic Studios                            | 2008                    | 2011                | Los Gatos, Estados Unidos             | Desarrollador de videojuegos en línea. Fundado en el año 2000, adquirida por Infogrames en 2008, y vendido a Perfect World en 2011. |

## Franquicias de videojuegos de Atari SA
A partir del año 2017, Atari SA posee los derechos de los siguientes videojuegos y franquicias de videojuegos. La mayoría de estos son trabajos originales de Atari, Hasbro Interactive o Infogrames, sin embargo, los más destacados son un gran número de propiedades intelectuales pertenecientes a Ocean Software, de los cuales Atari nunca perdió los derechos.
| - Act of War (Atari Inc.) - Adventure (Atari Inc.) - Air-Sea Battle (Atari Inc.) - Alien Brigade (Atari Inc.) - Alone In The Dark (Infogrames) - Alpha Waves (Infogrames) - Asteroids (Atari Inc.) - Ballance (Atari Inc.) - Bedlam (1997) (GT Interactive Software) - Breakout (Atari Inc.) - Canyon Bomber (Atari Inc.) - Caverns of Mars (Atari Inc.) - Centipede (Atari Inc.) - Cheesy (Ocean Software) - Circus (Atari Inc.) - Crystal Castles (Atari Inc.) - Cybermorph (Atari Corporation) - Eric the Unready (Legend Entertainment) - Fight for Life (Atari Corporation) - Fighters Destiny (Ocean Software) - Food Fight (Atari Inc.) - Gateway (Legend Entertainment) - Gravitar (Atari Inc.) - Guardians of the 'Hood (Atari Games) - Haunted House (Atari Inc.) - Hogs of War (Infogrames) - Hover Strike (Atari Corporation) - Hunchback (Ocean Software) - I, Robot (Atari Inc.) - Indy (Atari Inc.) - Jet Fighter (Kee Games/Atari Inc.) - Klax (Atari Inc.) | - Lee Enfield (Infogrames) - Liberator (Atari Inc.) - Lunar Lander (Atari Inc.) - Match Day (Ocean Software) - Missile Command (Atari Inc.) - Mission Critical (Legend Entertainment) - Mr. Nutz (Ocean Software) - Murders In Atlantic/Venice/Space (Infogrames) - Night Driver (Atari Inc.) - Outlaw (Atari Inc.) - Pit-Fighter (Atari Inc.) - Pong (Atari Inc.) - Quadrun (Atari Inc.) - RealSports (Atari Inc.) - Rollercoaster Tycoon (Hasbro Interactive) - Save Mary! (Atari Inc.) - Spellcasting (Legend Entertainment) - Sprint 2 (Kee Games/Atari Inc.) - Star Raiders (Atari Inc.) - Starshot: Space Circus Fever (Infogrames) - Swordquest (Atari Inc.) - Tank (Kee Games/Atari Inc.) - Tempest (Atari Inc.) - The Wheel of Time (Legend Entertainment) - Ultra Vortek (Atari Inc.) - Video Olympics (Atari Inc.) - Warlords (Atari Inc.) - Where Time Stood Still (Ocean Software) - Wizball (Ocean Software) - Yars' Revenge (Atari Inc.) |